# 比爾卡斯瓦曼區

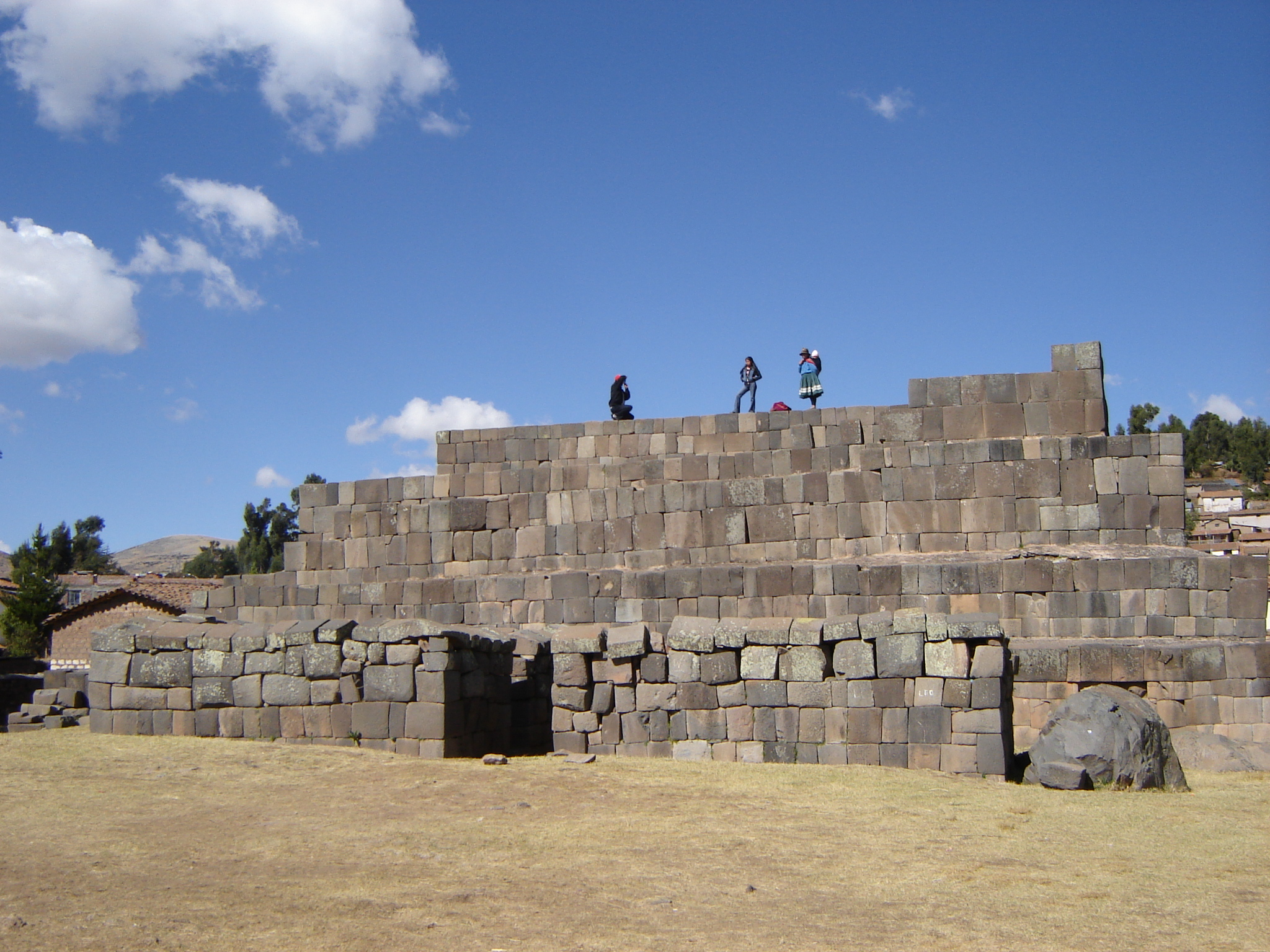

13°39′15″S 73°57′27″W / 13.6541°S 73.9576°W
比爾卡斯瓦曼區（西班牙語：Distrito de Vilcashuamán），是秘魯的一個區，位於該國中南部阿亞庫喬大區的比爾卡斯瓦曼省，始建於1944年2月1日，面積216.9平方公里，海拔高度3,470米，2005年人口8,406，人口密度每平方公里39人。